# Nakai (Kanagawa)
Nakai (jap. 中井町, -machi) ist eine Kleinstadt im Landkreis Ashigarakami in der Präfektur Kanagawa in Japan.

## Verkehr
- Straße:
  - Tōmei-Autobahn

## Angrenzende Städte und Gemeinden
- Hiratsuka
- Odawara
- Hadano
- Ōi
- Ninomiya